# Blood Fire Death
Blood Fire Death četvrti je studijski album švedskog ekstremnog metal sastava Bathory. Album je 8. listopada 1988. godine objavio Under One Flag, diskografska kuća u vlasništvu izdavača Music for Nations. Iako album stilski najviše pripada žanru black metala, neki dijelovi uključuju prve primjere viking metala.

## Pozadina
Tekst za pjesmu "For All Those Who Died" preuzet je iz pjesme spisateljice Erice Jong, čija je pjesma prvi put objavljena u njezinoj knjizi Witches, dok su prve tri strofe koje su sadržane u pjesmi "A Fine Day to Die" preuzete iz pjesme "Cassilda's Song" koja se nalazi u djelu "The King in Yellow" autora Roberta Chambersa. 
Naslovnicu albuma krasi slika pod imenom Asgårdsreien (naslikana 1872. godine) slikara Petera Nicolaia Arbe.

## Popis pjesama
Glazba: Quorthon.
| 1.    | »Odens Ride over Nordland« (Instrumental) |                              | 2:59  |
| 2.    | »A Fine Day to Die«                       | Quorthon, Robert W. Chambers | 8:35  |
| 3.    | »The Golden Walls of Heaven«              | Quorthon                     | 5:22  |
| 4.    | »Pace 'till Death«                        | Quorthon                     | 3:39  |
| 5.    | »Holocaust«                               | Quorthon                     | 3:25  |
| 6.    | »For All Those Who Died«                  | Erica Jong                   | 4:57  |
| 7.    | »Dies Irae«                               | Quorthon                     | 5:11  |
| 8.    | »Blood Fire Death«                        | Quorthon                     | 10:28 |
| 9.    | »Outro« (Instrumental)                    |                              | 0:58  |
| 45:41 |                                           |                              |       |

Napomena: Pjesma "Outro" nije uvrštena na popis pjesama na stražnjoj strani albuma te nije uključena kao skladba na originalnom izdanju na kazeti.

## Recenzije
Recenzije za album bile su uglavnom pozitivne. 2009. godine IGN je uvrstio Blood Fire Death u svoj popis "10 odličnih Black metal albuma".

## Zasluge
| Bathory - Quorthon – vokali, gitara, perkusija, efekti, produkcija, dizajn - Vvornth – bubnjevi - Kothaar – bas-gitara | Ostalo osoblje - Boss – produkcija - Pelle Mattéus – fotografija - Andy Dacosta – mastering |